# Bothrops fonsecai
Bothrops fonsecai o serpiente cabeza de lanza de Fonseca es una especie de serpiente venenosa del género Bothrops, de la subfamilia de las víboras de foseta. Habita en selvas y sabanas del centro-este de Sudamérica.

## Taxonomía
Esta especie fue descrita originalmente en el año 1959 por los herpetólogos Helio Emerson Belluomini y el belga Alphonse Richard Hoge, bajo el nombre científico de Bothrops fonsecai.
Etimología
La etimología de su denominación específica rinde honor al profesor dr. Flavio da Fonseca, jefe del Laboratorio de Parasitología del Instituto Butantán, y profesor de la Facultad de Medicina.
Localidad tipo
La localidad tipo es: «Santo Antonio do Capivary, Estado de Río de Janeiro, Brasil».
Historia taxonómica
Durante el siglo XX fue mantenida en el género Bothrops, formando parte del grupo de especies ‘alternatus’, pero en 2009 fue trasladada a Rhinocerophis. Finalmente, en el año 2012, luego de una revisión de la morfología, filogenia y taxonomía de las serpientes bothropoides sudamericanas, las especies de ese género fueron nuevamente reincorporadas a Bothrops.

## Distribución y hábitat
Esta es una especie endémica del Brasil. Habita en los estados de Río de Janeiro y Minas Gerais —ambos en el sur—, y en el noreste de São Paulo.  

## Características generales y costumbres
Bothrops fonsecai es una especie terrestre, nocturna y crepuscular. Se alimenta de pequeños roedores, marsupiales, aunque puede aprovecharse de otros reptiles y aves, dada la oportunidad. 
Es de reproducción vivípara.  